# Agustí Charles
Agustí Charles Soler (n. Manresa, 12 de julio de 1960) es un compositor español, doctor en Historia del Arte y catedrático de Composición en el Conservatorio Superior de Música de Aragón.

## Trayectoria
Natural de Manresa, inicia sus estudios musicales a edad temprana. Sus primeros trabajos en la composición musical datan de la década de 1980, de la mano de Miquel Roger, Albert Sardà y Josep Soler. Posteriormente estudia con Franco Donatoni, Luigi Nono y Samuel Adler, además de trabajar con Joan Guinjoan, Cristóbal Halffter, J.R. Encinar y Ros Marbà, entre otros.
Es Doctor en Historia del Arte y catedrático de Composición del Conservatorio Superior de Música de Aragón. Actualmente enseña composición en el Conservatorio Superior de Música de Aragón y en la Escuela Superior de Música de Cataluña.
Su ópera La Cuzzoni, esperpent d’una veu, sería estrenada con gran éxito en el Staatstheater de Darmstadt (Alemania) en octubre de 2007.
En 2008, la compañía italiana Stradivarius editó un CD monográfico con parte de su obra orquestal, interpretada por la Orquesta de la Comunidad de Madrid y dirigida por José Ramón Encinar, recibiendo elogios de la crítica. El sello Tritó (2010) editó un nuevo CD monográfico con la Orquesta Sinfónica de Barcelona y Nacional de Cataluña (OBC), dirigida por Jaime Martín.
En marzo de 2011 se estrena en el Staatstheater de Darmstadt (Alemania) su segunda ópera, Lord Byron, un verano sin verano, con texto de M. Rosich y dirección escénica de A. Romero.
Es autor de numerosos trabajos relacionados con la composición y el análisis musical, entre los que destacan sus libros: Análisis de la Música española del siglo XX (2002), Dodecafonismo y serialismo en España (2005), Instrumentación y orquestación clásica y contemporánea en 5 volúmenes (2005-2012).
Fue presidente de la Asociación Catalana de Compositores entre 1997 y 2000, finalizando su mandato un año antes de lo previsto. Durante su etapa se modernizó la entidad, creándose una revista anual, una colección de grabaciones en CD y una página web que incluye el catálogo de todas las obras de los miembros. También se reanudaron los intercambios internacionales y se preparó la creación de un libro que recoge la historia de los primeros 25 años de la entidad. Sin embargo, su mandato también se caracterizó por vetar el estreno de obras en los ciclos de conciertos organizados por la entidad, ya fuese por el hecho de ser tonales o por estar escritas en ciertos estilos.

## Óperas
- La Cuzzoni, esperpent d'una veu (2007)
- Lord Byron, un estiu sense estiu (2011)

## Obra escrita
- Análisis de la Música española del siglo XX (2002)
- Jep Nuix, en coautoría con Gaby Valls Schorr y Gabriel Brncic, Generalidad de Cataluña. Departamento de Cultura, 2004 - 239 páginas.
- Dodecafonismo y serialismo en España. Rivera, 2005 - 456 páginas. ISBN 8496093808, ISBN 9788496093805
- Instrumentación y orquestación clásica y contemporánea en 5 volúmenes (2005-2012).

## Premios
Posee cerca de cincuenta galardones, entre los que destacan los más importantes premios de composición nacional e internacional.
En el año 2003 recibió el premio de la Asociación Española de Orquestas Sinfónicas (AEOS) con su obra Seven Looks, interpretada por todas las orquestas españolas entre las temporadas 2004 a 2008.